# Izarra (Alava)
Pour les articles homonymes, voir Izarra.
Izarra (L'étoile en basque) est une commune ou une contrée appartenant à la municipalité d'Urkabustaiz dans la province d'Alava, située dans la Communauté autonome basque en Espagne.
La population en 2009 était de 860 habitants.
Un document de 1257 nomme le village « Yçarra » et ce n'est qu'en 1338 que le toponyme d'« Izarra » prend sa forme définitive.